# Baldi’s Basics in Education and Learning
Baldi’s Basics in Education and Learning (с англ. — «Балди — Азы образования и учения»), также известна как Baldi’s Basics и Baldi’s Basics Classic — бесплатная инди-игра в жанре survival horror, выпущенная 31 марта 2018 года для Windows, MacOS и Linux. Цель игры состоит в том, чтобы игрок нашёл все семь тетрадей своего друга, разбросанные по школе, так, чтобы его не поймал учитель Балди, пока игроку будут мешать другие обитатели школы. В 2020 году игра вышла в Steam под названием Baldi’s Basics Plus.
Игра высмеивает образовательные игры 1990-х годов посредством плохой графики и подобных тем (таких как Sonic’s Schoolhouse, I.M. Meen и 3D Dinosaur Adventure), а позже в недавних обновлениях разбирала их элементы игры ужасов на метафикшн.

## Сюжет

Друг главного героя забывает семь тетрадей в местной школе, но не может достать их сам, потому что опоздает на «практику приёма пищи», поэтому просит главного героя принести их. Как только игрок приходит, Балди, один из учителей, задаёт игроку простые математические задачи каждый раз, когда он находит блокнот (по три на книгу), и обещает приз, если он ответит на всё правильно. Балди также очень легко разозлить и, представив игроку неразрешимые математические задачи, он начнёт преследовать его, когда он неизбежно не сможет ответить на них правильно. Главный герой вынужден продолжать искать все остальные тетради, избегая при этом других учеников и различных препятствий. Если игрок решит ответить на каждый вопрос неправильно, он получит альтернативную концовку, которая включает в себя искажённую версию Балди и другого скрытого персонажа (Null/filename2), который просит игрока уничтожить игру, прежде чем игра закроется.

## Производство
Изначально Baldi’s Basics in Education and Learning создавалась как обычная игра для ежегодного конкурса на Meta-Game Jam, где заняла 2-е место. Игра и её художественный стиль пародирует старые и обучающие игры 1990-х годов, например такие как Sonic’s Schoolhouse, и быстро завоевала популярность благодаря своей абсурдной и часто сюрреалистический сути. Благодаря видеоблогерам, таким как Маркиплаер и Пьюдипай, которые сняли по ней игровые ролики, игра набрала ещё большую популярность. Сама игра была создана очень быстро: всего за 2 недели. Позже разработчик выложил игру на Kickstarter, где объявил, что полная версия игры будет выпущена либо в конце 2019, либо в начале 2020 года. Игра на Kickstarter получила успех и заработала в общей сложности 61,375 $, что на 11,375 $ выше первоначальной цели, вместе с дополнительными 648 $ на Backerkit (для предварительного заказа игры). На данный момент единственная играбельная версия этой игры — это демонстрационная версия, но McGonigal подтвердил, что полная версия игры всё ещё находится в разработке и объявил, что некоторые функции будут с генерированными случайными образами уровней, новыми персонажами и лифтом.
13 августа 2019 года вышла официальная демо версия под названием Baldi’s Basics — Full Game Public Demo.
12 июня 2020 года ранний доступ полной версии появился в Steam.
21 октября 2022 года был выпущен ремастер и сборник из трёх игр для ПК под названием Baldi’s Basics Classic Remastered.
| Системные требования    | Системные требования                                                          | Системные требования                                                          |
| ----------------------- | ----------------------------------------------------------------------------- | ----------------------------------------------------------------------------- |
|                         | Рекомендации                                                                  |                                                                               |
| Windows / macOS / Linux |                                                                               |                                                                               |
| ОС                      | Windows 7 и выше / OS X 10.13 / любые современные дистрибутивы (32-разрядная) | Windows 7 и выше / OS X 10.13 / любые современные дистрибутивы (32-разрядная) |
| ЦПУ                     | 1.5 ГГц или выше                                                              | 1.5 ГГц или выше                                                              |
| Объём ОЗУ               | 2 Гб                                                                          | 2 Гб                                                                          |
| Место на диске          | 240 мб                                                                        | 240 мб                                                                        |
| Видеокарта              | Intel HD Graphics 3000, DirectX 11 / DirectX 9 / OpenGL 4.5                   | Intel HD Graphics 3000, DirectX 11 / DirectX 9 / OpenGL 4.5                   |

## Игровой процесс
В настоящее время в Baldi’s Basics in Education & Learning имеется 4 игровых режима, в том числе «Режим истории», «Бесконечный режим» и «Экскурсия». Версия игры на тему дня рождения под названием Baldi’s Basics Birthday Bash была выпущена 1 апреля 2019 года, в честь 1-й годовщины игры.

### Режим истории
Этот игровой режим начинается с того, что Балди представляет себя игроку. Когда игрок начнёт собирать первые тетради, он находит планшеты, показывающие набор из трёх математических примеров, представленных самим Балди. После того, как игрок соберёт первую тетрадь, Балди вознаградит игрока четвертаком, если игрок решит всё правильно. Когда игрок находит вторую тетрадь, третий и последний вопрос заменяется неразборчивой цепочкой цифр. Этот вопрос не имеет возможности решения, однако после него Балди начинает злиться. Этот вопрос заключительный, начиная со второй тетради.
При любом неправильном ответе на вопрос Балди начнёт гнаться за игроком в гневе, издавая хлопающие звуки удара линейкой об свою руку. Чем больше примеров игрок решит неправильно, тем быстрее Балди будет преследовать игрока. Если Балди поймает игрока, он будет возвращён на титульный экран игры. Игрок может найти несколько предметов, разбросанных по школе, которые могут помочь ему сбежать от Балди (например: ножницы, б-соду, которую можно купить за четвертак и т. д.). После того, как игрок соберёт все семь тетрадей, Балди сначала поздравит игрока, а потом заорёт, чтобы он бежал, пока ещё может и посмеётся над ним, выслеживая его. Всё освещение в школе станет красным, а некоторые выходы будут блокироваться. Чтобы покинуть школу, игроку нужно пройти через четыре выхода, чтобы найти настоящий и убежать через него.

### Бесконечный режим
Бесконечный режим идентичен режиму истории, за исключением того, что цель в этом игровом режиме — собрать как можно больше тетрадей, прежде чем Балди поймает игрока. Чем дольше игрок играет в этом режиме, тем быстрее Балди будет гнаться за игроком.

### Экскурсия
Baldi’s Basics — Field Trip demo: Camping — это демо-версия, выпущенная McGonigal, которая позже станет режимом игры в полной версии данной игры. Игрок отправляется в поход вместе с Балди, и главная цель — собирать палки, чтобы держать огонь костра как можно дольше. В этом режиме есть новый персонаж, Облако, которое иногда появляется в игре, чтобы потушить огонь. Если у костра погаснет огонь, Балди разозлится и будет преследовать игрока. В Baldi’s Basics Plus, начиная с версии 0.3, экскурсии поменялись: они стали легче и быстрее.

### День рождения
Baldi’s Basics Birthday Bash — это альтернативная версия игры Baldi’s Basics, созданная Макгонигалем для празднования 1-й годовщины игры. Помимо темы дня рождения и декораций, разбросанных по залам, эта игра очень похожа на основную игру. Однако, в конце концов, все персонажи собираются в кафетерии на день рождения, и игрок поднимется над полом. Если игрок двигается вокруг большой свечи, он может войти в секретный коридор, который может привести к другой концовке.

### Комментарии
1. ↑  В Интернете он известен как «mystman12» и «Basically, Games!»